# Пеник, Артин
Артин Пеник (тур. Artin Penik, 1921, Константинополь, Османская империя — 15 августа 1982, Стамбул) — турецкий армянин, совершивший самоубийство путём самосожжения в знак протеста против нападения на аэропорт Эсенбога со стороны Армянской секретной армии освобождения Армении (ASALA, также известной как «Организация 3 октября») 10 августа 1982 года. 
61-летний портной Пеник покончил с собой на площади Таксим, главной площади Стамбула, Турция, оставив предсмертную записку, в которой написал: «Я больше не могу выносить горе из-за убийств невинных людей».
В ходе атаки, которая привела к самоубийству Пеника, ASALA впервые нанесла прямой удар по мирным жителям, открыв огонь в переполненном зале ожидания для пассажиров в аэропорту Анкары. Пока он находился в больнице, его посетил армянский патриарх Шнорк Галустян, который назвал его «символом армянского недовольства этими жестокими убийствами».
За два дня до смерти Пеник дал интервью для телевидения в больнице, в ходе которого призвал все правительства мира объединиться в борьбе с терроризмом, заявив, что те страны, которые терпят террор, однажды столкнутся с террором, направленным против них, и пожелал, чтобы Бог дал терпение турецкому народу. Он также заявил, что изначально планировал совершить самосожжение перед зданием французского генерального консульства, но в последний момент передумал и решил умереть в «присутствии Ататюрка» на площади Таксим. 
Пеник скончался в отделении неотложной помощи стамбульской больницы Джеррахпаша через пять дней после попытки самоубийства. На его похоронах, состоявшихся в Патриаршей церкви Сурб Асдвадзадзин, присутствовали армяне и турки, а также правительственные чиновники, а похоронная процессия заполнила улицы района Кумкапы. 